# Pháp hoa kinh

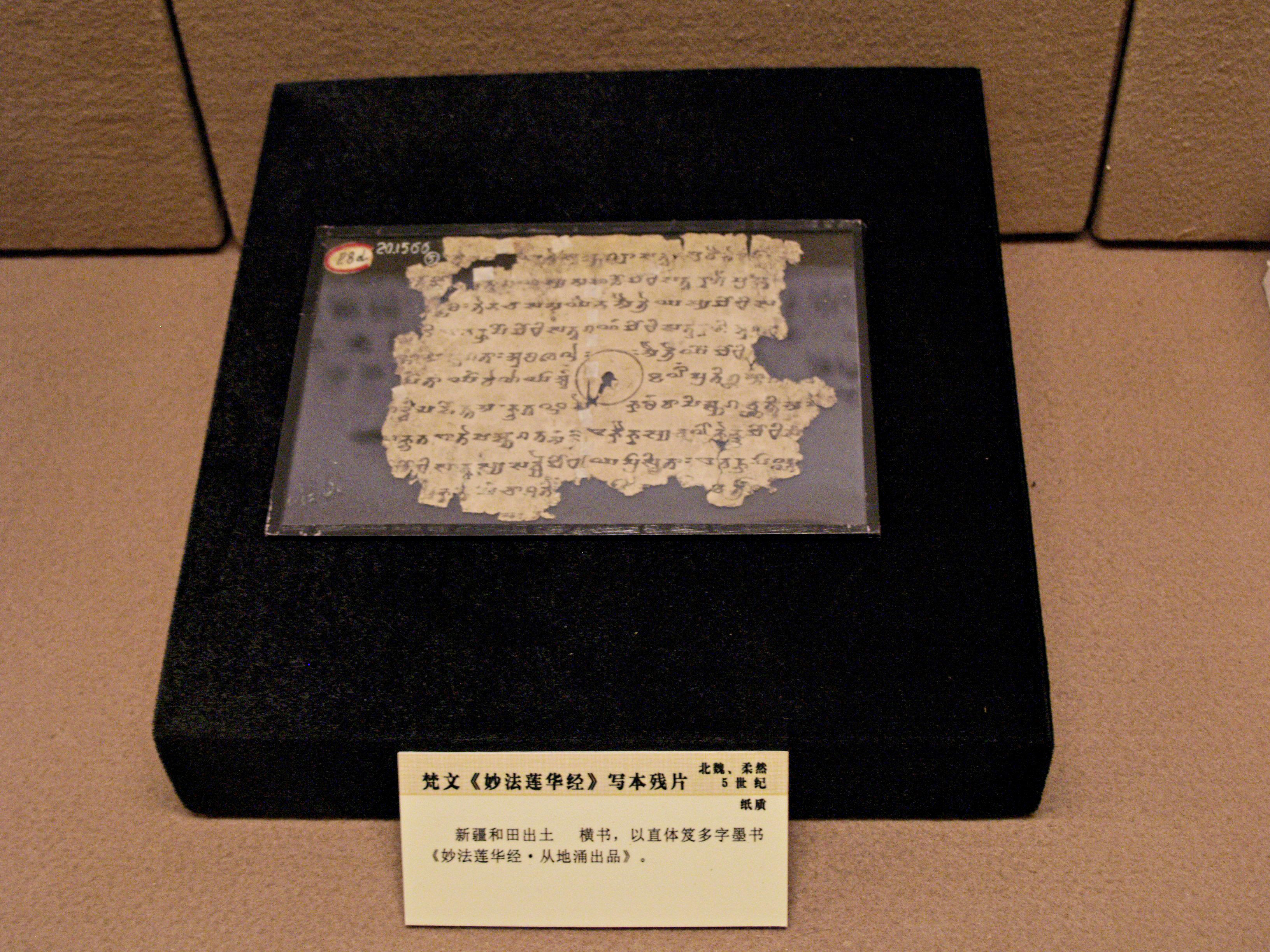
Một hiện vật kinh Diệu Pháp Liên Hoa bằng tiếng Phạn (thế kỉ V) được lưu giữ ở bảo tàng Lăng mộ Triệu Văn Đế

Kinh Diệu Pháp Liên Hoa (sa. Saddharma Puṇḍarīka Sūtra, zh. 妙法蓮華經 (Miàofǎ Liánhuá jīng), ja. 妙法蓮華経 (Myōhō Renge Kyō), en. Lotus Sutra) thường gọi tắt là kinh Pháp Hoa là một trong những bộ kinh Đại thừa quan trọng nhất, được lưu truyền rộng rãi ở các nước phương Đông như Trung Hoa, Việt Nam, Nhật Bản, Hàn Quốc... Tương truyền, kinh Pháp Hoa được Phật Thích Ca Mâu Ni (Shakyamuni) thuyết giảng trên đỉnh núi Linh Thứu (Gṛdhrakūṭa) trước khi nhập Bát Niết-bàn (sa. Parinivarna), tức vào chặng đường cuối của sự nghiệp hoằng hóa chúng sinh (ngũ thời giáo): Hoa Nghiêm (Avatamsaka), A-hàm (Agama), Phương Quảng (Vaipulya), Bát Nhã (Prajnãramita) và Pháp Hoa - Niết Bàn (theo quan niệm của Thiên Thai tông).
Kinh này trình bày nhiều quan điểm chủ yếu của Phật giáo Bắc Tông và có ảnh hưởng lớn đến nhiều tông phái khác nhau của Đại thừa như Thiên Thai tông (lấy kinh này làm kinh căn bản), Thiền tông, Phật giáo Nichiren (với chủ trương niệm danh tự kinh: Nam-mô Diệu Pháp Liên Hoa Kinh)... Kinh được dịch sang nhiều ngôn ngữ khác nhau: tiếng Trung, tiếng Việt, tiếng Nhật, tiếng Anh, tiếng Pháp... Thông thường các dịch bản dựa trên bộ kinh dịch từ tiếng Phạn của Cưu-ma-la-thập (Kumarajiva) đã biến đổi ít nhiều (có thêm các phần kệ, vài phẩm...), bản tiếng Việt lưu hành phổ biến nhất có lẽ là bản dịch của cư sĩ Thiều Chửu và bản dịch của Hòa thượng Thích Trí Tịnh.

## Khái quát lịch sử kinh

### Hoàn cảnh lịch sử

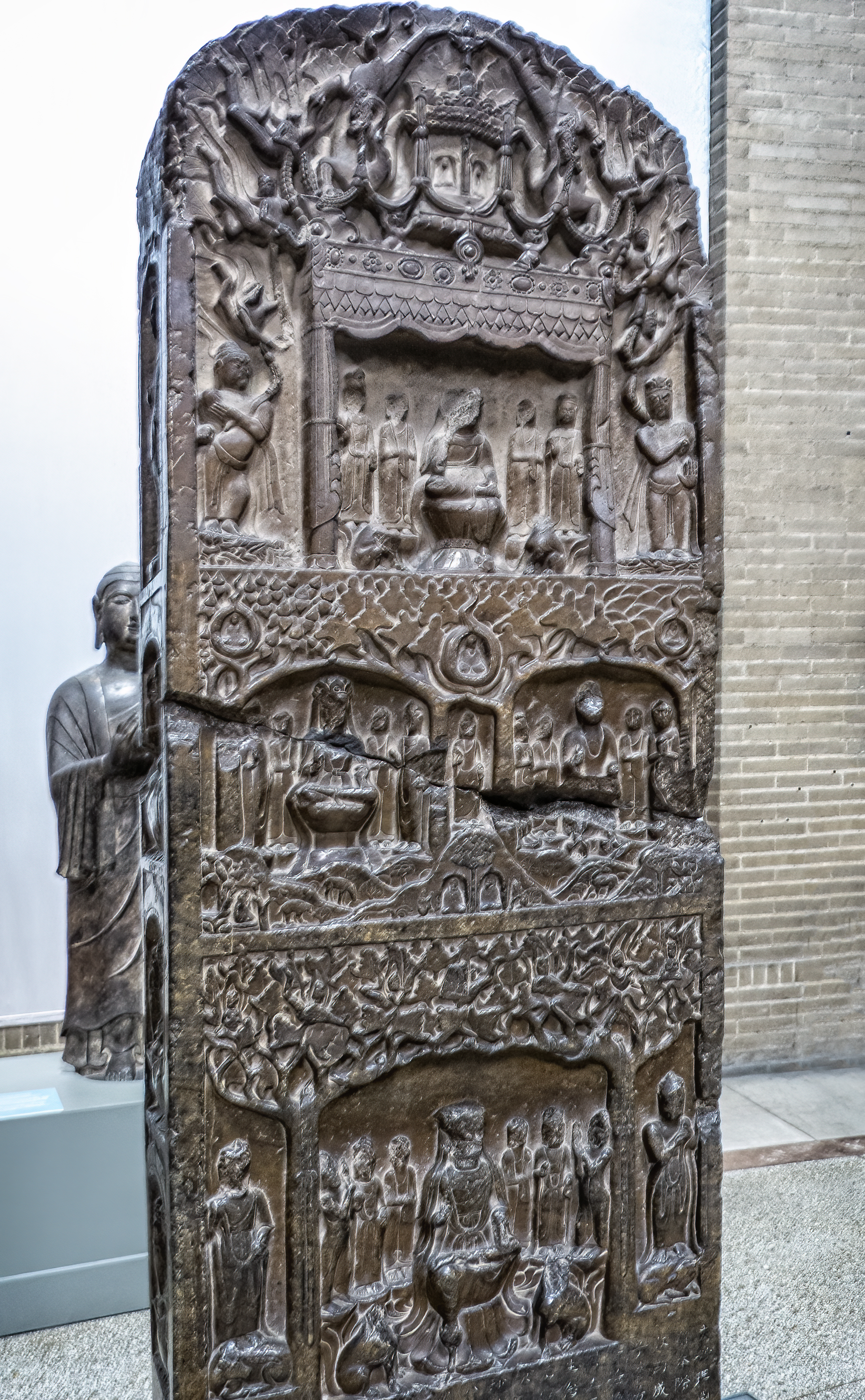
Bức phù điêu diễn tả một phần cảnh kinh Duy-ma-cật Sở thuyết và kinh Diệu Pháp Liên Hoa đời Bắc Tề.

Sau khi Phật diệt độ, tăng đoàn phát triển mạnh mẽ và phân bố rộng rãi toàn cõi Ấn Độ (đỉnh điểm dưới thời vua Asoka). Tuy nhiên, bên cạnh sự lớn mạnh của giáo đoàn, nhiều luồng tư tưởng khác nhau về Phật học nảy sinh. Dần dần, khác biệt về hệ tư tưởng đã phân hóa tăng đoàn thành hai bộ phái chính là Trưởng lão bộ (gồm những bậc trưởng lão hòa thượng) và Đại chúng bộ (gồm những đại đức trẻ tuổi). Phái Trưởng lão có quan điểm bảo thủ, có khuynh hướng duy trì và chấp hành nghiêm ngặt giáo pháp nguyên thủy từ thời sơ khai do Phật giảng dạy. Trong khi đó, phái Đại chúng có quan điểm cấp tiến, thiên về phát triển Phật pháp thông qua tiếp thu tinh hoa giáo lý nhiều tôn giáo khác nhau (đặc biệt là Ấn Độ giáo, Hỏa giáo...) và vận dụng Phật pháp một cách mềm dẻo sao cho phù hợp với tất cả giai cấp, tầng lớp quần chúng. Thí dụ, giáo lý Nguyên thủy cho rằng quả vị cao nhất là A-la-hán trong khi đối với Đại chúng bộ là Phật quả (Phật Toàn giác); giáo pháp Đại chúng bộ có nhiều quan niệm, tư tưởng mới so với giáo pháp nguyên thủy: Không tính, Tam thân Phật hay Phật tính... Nội bộ hai phái trên tiếp tục có sự phân hóa, sau thời gian dài đã phôi nghén và nảy sinh ra nhiều bộ phái mới nữa (khoảng 18 - 20 bộ phái khác nhau). Phật giáo đã vượt xa khỏi biên cương lục địa Ấn Độ mà truyền bá sang các vương quốc Trung Á (vương quốc Bactria, vương quốc Kushan thậm chí còn vang vọng tận Hy Lạp: ảnh hưởng đến hệ thống học thuyết của các triết gia Pyrrho, Onesicritus, Hegesias thành Cyrene...), các đảo khơi xa ở Ấn Độ Dương như Sri Lanka, Maldives... thậm chí còn chạm đến các nước Đông Nam Á như Malaysia, Indonesia, Việt Nam... Mỗi bộ phái có vùng tập trung riêng biệt và không ngừng hoàn thiện hóa luận thuyết của mình. Từ một hệ thống quan niệm nhân sinh gần gũi với mọi chúng sinh, Phật giáo giờ đây trở thành một tôn giáo với những triết lý vượt tầm quần chúng và xa rời khỏi nhân dân. Ngoài ra, mầm mồng Ấn Độ giáo đã nhen nhóm và cạnh tranh mạnh mẽ để giành lại ảnh hưởng trong tư tưởng nhân dân Ấn Độ. Do đó, nhiều bộ phái tiếp tục du nhập các giáo lý mới và hình thành nên Phật giáo Đại thừa (Mahayana) đồng thời họ gọi những giáo phái còn lại là Phật giáo Tiểu thừa (Hinayana).

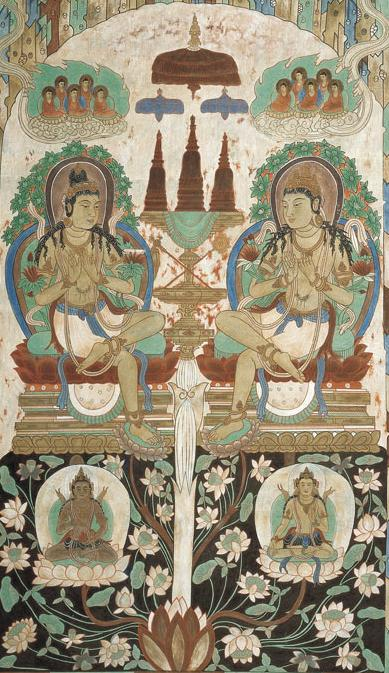
Phật Thích Ca ngồi trên tòa sư tử trong tháp Phật Đa Bảo (Prabhutaratna).

Phật giáo Đại thừa không ngừng phát triển với những đỉnh cao về thành tựu lý luận thông qua dòng văn Bát-nhã, Bảo Tích, Duy-ma-cật sở thuyết kinh, Hoa Nghiêm Kinh... Các kinh điển trên thể hiện các góc nhìn mới mẻ và đa chiều về Phật giáo nhưng kèm theo đó là sự khích bác, chê bai và đôi khi là luận chiến với giáo lí Tiểu thừa (đỉnh điểm là kinh Duy-ma-cật) như xem những người tu hạnh Thanh văn, Duyên giác không phải là con Phật; xem Tiểu thừa là những kẻ đã nhận hạt giống giải thoát từ đức Phật mà không chịu gieo trồng làm chủng tử ấy hư hoại và biến mất ("Tiêu nha bại chủng")... Chính sự mâu thuẫn giữa các bộ phái càng đẩy Phật giáo vào sự suy thoái và yếu thế trước sự phát triển lớn mạnh của Ấn Độ giáo. Trước tình hình như vậy, kinh Pháp Hoa ra đời như sự xoa dịu và dung hợp tất cả các giáo lý truyền thống và mới mẻ của Phật giáo. Kinh Pháp Hoa chấp nhận mọi pháp môn khác nhau và xem tất cả thừa đều chỉ là một Phật thừa duy nhất với nhiều biểu hiện khác nhau để phù hợp với căn cơ của từng người khác nhau.

Do đó, kinh Diệu Pháp Liên Hoa đóng vai trò rất quan trọng trong hệ thống kinh điển Phật giáo Đại thừa. Kinh được suy tôn là "Vua của các kinh" và bản thân trong phẩm Dược Vương Bồ-tát bản sự (phẩm 23) của kinh Pháp Hoa, Phật đã dạy Bồ-tát Tú Vương Hoa:
"Này Tú Vương Hoa, trong các dòng nước như sông ngòi, kênh rạch thì biển là lớn nhất; trong các kinh thì kinh Pháp Hoa này là lớn nhất. Lại như trong các núi non: thổ sơn, hắc sơn, núi Tiểu Thiết-vi, núi Đại Thiết-vi thì núi Diệu Cao là bậc nhất, kinh Pháp Hoa này cũng như thế, ở trong các kinh rất là bậc thượng. Lại như trong các ngôi sao, Mặt Trăng là bậc nhất; kinh Pháp Hoa này cũng như thế, ở trong muôn trùng các kinh pháp, rất là sáng. Lại như mặt trời hay trừ các chỗ tối tăm, Kinh này cũng thế, hay phá tất cả các sự tối tăm, bất thiệt. Lại như trong các vua nhỏ, Chuyển Luân Thánh Vương là bậc nhất đế vương; Kinh này cũng như thế, ở trong các Kinh là bậc tôn hơn cả. Lại như Đế Thích là vua trong tam thập tam cõi trời; Kinh này cũng như thế là vua trong các kinh.
(...)
Như Phật là vua của các pháp (Pháp vương), Kinh này cũng thế là vua của các kinh."

—Phẩm 23. Dược Vương Bồ-tát Bản sự, Kinh Diệu Pháp Liên Hoa

### Hình thành

Hình ảnh minh họa cảnh Bồ-tát Vô Tận Ý thỉnh hỏi Phật về Bồ-tát Quán Thế Âm trong phẩm Phổ Môn (phẩm 25).

Năm 1934, dựa vào kết quả phân tích dịch bản tiếng Trung, Kogaku Fuse đưa ra giả thuyết là kinh Diệu Pháp Liên Hoa được hình thành qua bốn giai đoạn. Phần trùng tụng tức phần kệ tụng (sa. gāthā) của các phẩm 1-9 và 17 được trước tác vào thế kỉ I TCN sau đó phần trường hàng (sa. sūtrā) tức phần văn xuôi diễn giải nội dung kệ tụng của các phẩm trên được thêm vào thế kỉ I. Cũng theo đó, giai đoạn thứ ba bao gồm các phẩm 10, 11, 13-16, 18-20 và 27 được viết vào khoảng những năm 100 và giai đoạn cuối cùng (từ phẩm 21-26) được viết vào khoảng những năm 150. Tamura cho rằng giai đoạn thứ nhất (gồm các phẩm 2-9) ra đời vào khoảng năm 50, sau đó kinh được bổ sung thêm phẩm 10-21 trong khoảng năm 100. Ông cũng dự đoán giai đoạn thứ ba (từ phẩm 21-26) được hình thành vào năm 150.
Karashima đã tổng hợp các ý kiến trên và đưa ra kết luận rằng:
- Phẩm 2-9 được hình thành sớm nhất trải qua hai chặng đường: hình thành phần trùng tụng trước và phần trường hàng sau.
- Phẩm 1, 10-20, 27 và một phần nội dung phẩm 5 (phần này thiếu trong bản dịch của Cưu-ma-la-thập) được trước tác sau đó.
- Phẩm 21-26 và phần viết về Đề-bà-đạt-đa (Devadatta) của phẩm 11 ra đời trễ nhất.

Kinh Diệu Pháp Liên Hoa ban đầu được viết bằng tiếng Prakrit, một loại cổ ngữ ở Ấn Độ có họ hàng gần với tiếng Phạn (Sankrit). Đây là ngôn ngữ thông dụng, phổ thông được sử dụng bởi quần chúng. Tuy nhiên, khi Phật giáo bước vào giai đoạn đỉnh cao ở Ấn Độ thì việc lưu truyền kinh bằng ngôn ngữ bác học sẽ có giá trị về học thuật và có thể lưu giữ trong thời gian dài hơn, tương tự như Kinh Thánh của Kitô giáo ban đầu được viết bằng tiếng Hebrew - một ngôn ngữ truyền thống của người Do Thái, tuy nhiên khi Kitô giáo trở nên ảnh hưởng đến đế chế Roma thời cổ đại và châu Âu trong thời phong kiến thì Kinh Thánh được lưu truyền thông qua tiếng Latin (đối với Công giáo Roma), tiếng Hy Lạp Koine (đối với Chính Thống giáo Đông Phương và nhiều giáo hội Phương Đông)... Do đó, kinh Pháp Hoa được dịch từ tiếng Prakrit sang tiếng Phạn. Tuy nhiên, một vài phần kệ tụng vì một số nguyên nhân khách quan và chủ quan mà vẫn được để nguyên trong bản tiếng Phạn.

### Dịch bản

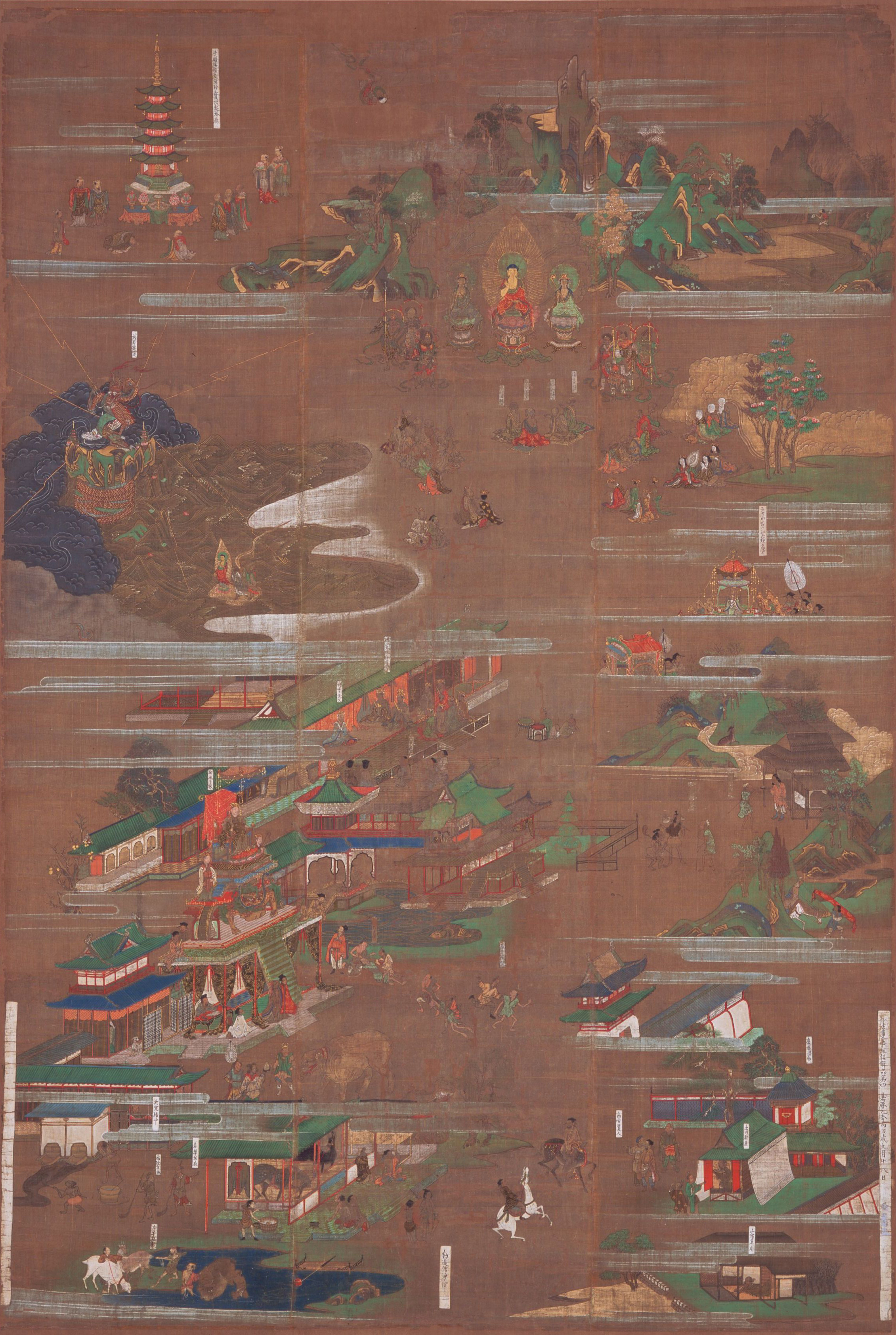
Quang cảnh Phật thuyết giảng kinh Pháp Hoa trên núi Linh Thứu ở ngoại thành Xá-vệ được vẽ vào thời Kamakura (Nhật Bản)

Kinh Diệu Pháp Liên Hoa đã được dịch từ tiếng Phạn sang các bản tiếng Hán khác nhau. Bản dịch đầu tiên do Trúc Pháp Hộ (Dharmarakṣa) dịch sang tiếng Hán với tựa kinh là Chính Pháp Hoa Kinh ở thành Trường An vào khoảng năm 286, đời Tây Tấn. Sau đó là đến bản dịch của Cưu-ma-la-thập (Kumarajiva) vào khoảng năm 406 với tựa đề Diệu Pháp Liên Hoa Kinh. Bản dịch của ông đã tóm tắt nội dung phần trường hàng sao cho độc giả dễ dàng nắm được nội dung cốt yếu của kinh nhưng bản của Cưu-ma-la-thập đã lược bỏ phần trùng tụng. Sau đó, Xa-na-quật-đa (Jnanagupta) và Đạt-ma-cấp-đa (Dharmagupta) cũng dịch kinh Pháp Hoa dựa vào bản của Cưu-ma-la-thập thành bộ kinh có tên Thiên Phẩm Diệu Pháp Liên Hoa Kinh. Về sau, người ta sử dụng phần trường hàng trong bản của Cưu-ma-la-thập và phần trùng tụng của Xa-na-quật-đa và Đạt-ma-cấp-đa thành bộ kinh Diệu Pháp Liên Hoa được truyền bá rộng rãi. Trong bản tiếng Việt, có lẽ bản dịch của hòa thượng Thích Trí Tịnh là phổ biến nhất.
Thông thường, kinh Diệu Pháp Liên Hoa thường được đi kèm với Kinh Vô Lượng Nghĩa (được giới thiệu ở phần đầu kinh Pháp Hoa) và Kinh Quán Phổ Hiền Hành Pháp (nằm ở phần cuối kinh Pháp Hoa) tạo thành Pháp Hoa Tam Bộ Kinh.

## Nội dung

### Tên kinh
Kinh Diệu Pháp Liên Hoa có tên đầy đủ là Kinh Diệu Pháp Liên Hoa Giáo Bồ-tát Pháp Phật Sở Hộ Niệm. Trong đó, Diệu Pháp mang ý nghĩa là Tri kiến Phật có sẵn trong mỗi chúng sinh (Phật tính) còn Liên hoa (tức hoa sen) là một loài hoa mang ý nghĩa biểu tượng cho Diệu Pháp. Sở dĩ liên hoa là dụ của Diệu Pháp do hoa sen có những đặc điểm sau:
|   | Đặc điểm hoa sen | Nét tương đồng với Tri kiến Phật |
| - | --- | --- |
| 1 | Cánh hoa và gương sen có cùng một lúc, khi cánh hoa tàn dần thì gương sen dần lộ ra đến khi cánh tàn hết thì gương sen lộ ra đầy đặn.                                                      | Tri kiến Phật là có sẵn trong mỗi chúng sinh. Sở dĩ chúng sinh không thể nhận ra được là do bị vô minh che phủ. Nếu tu hành thì Tri kiến Phật dần hiện ra viên mãn. |
| 2 | Hoa sen mọc trong bùn lầy hôi tanh, nhơ nhớp nhưng vẫn đẹp thơm thanh khiết. | Thân xác ngũ uẩn này đầy rẫy điều ô uế, bất tịnh. Tuy nhiên, sâu thẳm trong nó là cái hằng thanh tịnh - Tri kiến Phật.                                              |
| 3 | Hoa sen có những cành vươn khỏi mặt nước, có cành nằm trong nước thậm chí có cành vừa nhú khỏi bùn. Tuy nhiên, tất cả các cành hoa trên vẫn sẽ nở ra những đóa hoa thơm ngát, thanh khiết. | Dù căn cơ của mỗi chúng sinh là khác nhau tuy nhiên, ai cũng có Tri kiến Phật khi tu hành viên mãn thì đắc Phật quả.                                                |
| 4 | Hoa sen không bị ong bướm bu đậu hay bị phụ nữ dùng để trang điểm. | Tri kiến Phật là pháp vi diệu, không bị bất cứ pháp thế gian nào làm ô nhiễm.                                                                                       |

Tri kiến Phật là Diệu Pháp vì đây là pháp vượt qua mọi pháp thế gian, không có pháp nào có thể sánh được Tri kiến Phật. Tri kiến Phật là pháp sẵn có, bất sinh - bất diệt có trong mọi chúng sinh tức mọi chúng sinh đều có Tri kiến Phật và có thể giác ngộ thành Phật. Tri kiến Phật là tư tưởng cốt lõi của kinh: nội dung kinh chủ yếu trình bày và diễn giải tư tưởng này.

### Khái quát

#### Cấu trúc kinh
Kinh Diệu Pháp Liên Hoa gồm 28 phẩm và bảy quyển:
| Quyển | Phẩm | Quyển | Phẩm |
| ----- | --- | ----- | --- |
| 1     | (1) Phẩm Tựa; (2) Phẩm Phương Tiện | 2     | (3) Phẩm Thí Dụ, (4) Phẩm Tín Giải |
| 3     | (5) Phẩm Dược Thảo Dụ, (6) Phẩm Thụ Ký, (7) Phẩm Hóa Thành Dụ | 4     | (8) Phẩm Ngũ Bách Đệ Tử Thụ Kí, (9) Phẩm Thụ Học, Vô Học Nhân Ký, (10) Phẩm Pháp Sư, (11) Phẩm Hiện Bửu Tháp, (12) Phẩm Đề-Bà-Đạt-Đa, (13) Phẩm Trì                          |
| 5     | (14) Phẩm An Lạc Hạnh, (15) Phẩm Tùng Địa Dũng Xuất, (16) Phẩm Như Lai Thọ Lượng, (17) Phẩm Phân Biệt Công Đức                                                      | 6     | (18) Phẩm Tùy Hỷ Công Đức, (19) Phẩm Pháp Sư Công Đức, (20) Phẩm Thường Bất Khinh Bồ tát, (21) Phẩm Như Lai Thần Lực, (22) Phẩm Chúc Lụy, (23) Phẩm Dược Vương Bồ Tát Bản Sự |
| 7     | (24) Phẩm Diệu Âm Bồ-tát, (25) Phẩm Quán Thế Âm Bồ-tát Phổ Môn, (26) Phẩm Đà-la-ni, (27) Phẩm Diệu Trang Nghiêm Vương Bản Sự, (28) Phẩm Phổ Hiền Bồ-tát Khuyến Phát |       | |

#### Bố cục
Theo Trí Nghĩ (vị tổ sư của Thiên Thai tông), xét về nội dung thì bố cục kinh Diệu Pháp Liên Hoa có thể chia thành hai phần chính:
- Phần Tích môn từ phẩm 1-14 miêu tả buổi thuyết giáo của Phật trong thế giới thực bao gồm: thuyết giảng ý nghĩa của Phật thừa thông qua nhiều thí dụ, thụ ký cho các đệ tử của Thế tôn như Xá-lợi-phất, Mục-kiền-liên, Ma-ha-ca-diếp... thậm chí là Đề-bà-đạt-đa (Devadatta) sẽ chứng Phật quả trong tương lai.
- Phần Bản môn từ phẩm 15-28 đưa giáo pháp của Phật vượt lên không-thời gian và trở thành một phần của thế giới siêu thực, vũ trụ rộng lớn như Pháp thân thường tại (Phật đã đắc quả Vô Thượng Chính Đẳng Chính Giác không phải từ thời Ấn Độ thế kỉ VI TCN mà từ rất xa xưa, chẳng qua vì muốn khai thị cho chúng sinh mà Phật mới giáng thế cũng như nhập Vô Dư Niết-bàn) hay tháp phật Đa Bảo...

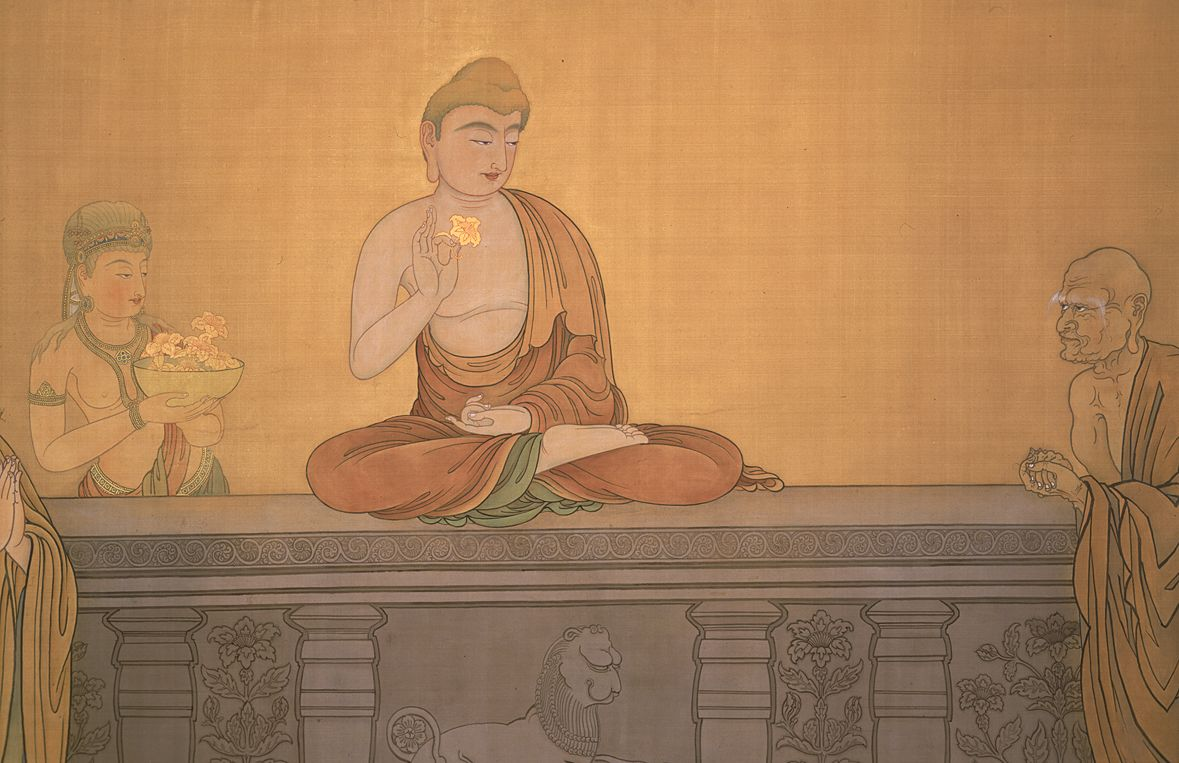
"Niêm hoa vi tiếu": tại pháp hội Linh Thứu, khi Phật giơ cành hoa sen thì chỉ có tôn giả Đại Ca-diếp (Mahākāśyapa) liễu ngộ và mỉm cười trong khi đại chúng không ai hiểu. Phật đã ấn chứng Đại Ca-diếp đã lĩnh hội được lý Thiền đồng thời trao y bát cho ông (thành Sơ tổ của Thiền tông).

Tuy nhiên, nhiều học giả cho rằng cách sắp xếp như vậy chưa thực sự hợp lí, ví dụ: phẩm 11 Hiện Bảo tháp, sự việc Phật Đa Bảo xuất hiện giữa chúng hội được nhìn nhận là nội dung thuộc bản môn vì lúc này Phật pháp không còn kẹt giữa thời của Phật Thích Ca mà vượt lên trên thời gian (Phật Đa Bảo đã nhập Bát-niết-bàn từ rất lâu nhưng vẫn còn xuất hiện ở Pháp Hoa hội). Do đó, chìa khóa của việc phân định giữa Tích Môn và Bản Môn phụ thuộc vào nội dung đoạn văn: nếu Phật pháp mang tính lịch sử thì thuộc Tích Môn (như hình ảnh Phật Nhật Nguyệt Đăng Minh (Candrasūryapradīpa) diệt độ trong phẩm 1, ...) còn nếu như mang tính phi lịch sử thì thuộc Bản môn (như hiện tháp Đa Bảo ở phẩm 11 hay Long nữ thành Phật ở phẩm 12...).

### Nội dung chi tiết
Phẩm 1. Tựa: Sau khi thuyết kinh Vô Lượng nghĩa (sa. Ananta Nirdeśa Sūtra), Phật Thích-ca-mâu-ni nhập đại định, làm xuất hiện nhiều hiện tượng siêu việt. Di-lặc hỏi nguyên do của sự việc trên và được Bồ-tát Văn-thù-sư-lợi trả lời: Phật chuẩn bị thuyết kinh Pháp Hoa.

#### Phẩm 2-10
Phẩm 2. Phương tiện (Upāya-kauśalya): Phật xuất định và giảng Nhất thừa (Ekayana): chỉ có một Phật thừa duy nhất, tuy nhiên do căn cơ chúng sinh khác nhau nên chư Phật phải dùng phương tiện phân Phật thừa thành Tam thừa (Triyāna) nhằm đưa tất cả chúng sinh đến chỗ giải thoát.
Phẩm 3. Thí dụ: Như Lai thụ ký (sa. Vyākarana) cho Xá-lợi-phất (Śariputra); đồng thời trình bày thí dụ "người cùng tử": một trưởng giả (Phật) có ba người con (chúng sinh) vui vẻ chơi đùa trong căn nhà cháy (tam giới), dù hết sức gọi các con nhưng những đứa trẻ chẳng nghe nên ông đành nói rằng ông có thứ đồ chơi: xe dê (Thanh Văn thừa), xe hươu (Duyên Giác thừa), xe bò (Bồ-tát thừa) và gọi các con ra chơi; các con nghe lời liền chạy ra khỏi nhà cháy. Sau đó, người cha không cho ba chiếc xe trên mà thay vào đó cho những đứa con mình cỗ xe quý giá nhất (Phật thừa).
Phẩm 4. Tín giải: Các đại đệ tử Ma-ha Ca-diếp (sa. Mahākaśyapa), Tu-bồ-đề (sa. Subhūti), Đại Mục-kiền-liên (sa. Mahāmaudgalyāyāna), Ma-ha-Ca-chiên-diên (sa. Mahākātyāyana) trình bày thí dụ về Gã cùng tử: Một phú ông có đứa con bị thất lạc, sau bao nhiêu được gặp lại người con trở lại trong bộ dạng nghèo khổ, rách rưới nơi ngã đường. Thấy trưởng giả, người con mặc cảm với bản thân: cho rằng mình không xứng với hào môn và tìm về xóm nghèo để mưu sống. Người cha già nghĩ kế khuyên gọi gã cùng tử về hốt phân (bước đầu đến với con đường giải thoát) và hắn vui vẻ đồng ý. Tuy nhiên, đứa con lại truy tìm sự hân hoan trong nghèo khổ với ý chí hạ liệt (tự cho mình đã chứng quả A-la-hán là đủ, rốt ráo) nên người cha đành phải dùng nhiều phương chước: ban cho đầy đủ vật dùng, gọi gã là "con" hay thậm chí trao vàng, bạc, châu báu nhưng đứa con vẫn chưa thật sự thoát khỏi tư tưởng bạc nhược (ham vui pháp Tiểu thừa). Dần dần, ý chí gã cùng tử quảng đại hơn (từ chí Tiểu thừa sang tâm Đại thừa) và người cha đã thấy được điều đó nên đã phó chúc lại toàn bộ gia tài (Phật thừa) cho đứa con.

Phẩm 5. Dược Thảo Dụ

Phẩm 5. Dược Thảo dụ: Phật đưa ra thí dụ nữa về Phật thừa: tuy cùng một trận mưa (Phật thừa) nhưng hạt giống (căn tính chúng sinh) khác nhau sẽ mọc lên rừng cây với đủ loại cây khác nhau. Tuy nhiên, hạt mưa ấy đều thuấm nhuần một vị duy nhất cũng như "Như Lai nói pháp một tướng, một vị, một nghĩa là: tướng giải thoát, tướng la lìa, tướng diệt, tướng rốt ráo đến bậc "Nhất thiết chủng trí". Như vậy, tùy căn cơ chúng sinh mà Phật thuyết pháp nhằm đưa chúng sinh đắc quả Niết-bàn: "Pháp vương phá các cõi,/ Hiện ra trong thế gian/ Theo tính của chúng sinh/ Dùng các cách nói pháp."
Phẩm 6. Thụ ký: Phật Thích-ca thụ ký cho Ma-ha Ca-Diếp, Đại Mục-kiền-liên, Tu-bồ-đề, Ca-chiên-diên sẽ chứng quả Vô Thượng Chính Đẳng Chính Giác.
Phẩm 7. Hóa thành dụ: Phật Thích-ca kể về vị Phật quá khứ Đại Thông Trí Thắng Phật (Mahābhijñājñānābhibh): dù sau khi chiến thắng thiên ma Ba-tuần (sa. Māra) nhưng ngài vẫn nhập đại định và thuyết pháp. Mãi đến sau 10 tiểu kiếp (sa. kalpa), Phật mới xuất đại định và chuyển pháp luân, hoằng pháp độ thế gian. Ngài có 16 người con, sau khi nghe cha đắc quả Bồ-đề liền xuất gia thành các Sa-di; các vị Sa-di được nghe kinh Pháp Hoa và khi lúc Phật Đại Thông Trí Thắng nhập đại định thuyết giảng kinh Pháp Hoa giúp chúng sinh giác ngộ. Mười sáu vị sa-di sau này đắc quả thành Phật như Phật Vô Lượng Thọ (sa. Amitābha) ở An Lạc quốc (sa. Sukhāvatī) , Phật Bất Động (sa. Akṣobhya) ở xứ Diệu Hỷ (sa. Abhirati), Phật Thích-ca ở cõi Ta-bà (sa. Saha)... Các vị Phật trên đều dựa vào căn cơ chúng sinh để nói pháp và các pháp ấy đều dẫn đến Phật thừa như trong Hóa thành dụ: một vị đạo sĩ dẫn chúng nhân đi tìm kho báu. Vì biết đường xa gian khổ (con đường tu hành) sẽ làm nhiều người sẽ thoái chí (thối chuyển trên Phật thừa) nên ông liền dùng pháp thuật của mình để tạo thành phố (Niết-bàn của A-la-hán và Bích-chi Phật) nhằm khuyến khích tinh thần người đi. Khi đến nơi, họ nghỉ ngơi thoải mái mà không có ý chí đi tiếp nên đạo sĩ đành nói: "Chỗ châu báu (Phật quả) ở gần, thành (A-la-hán, Bích-chi Phật quả) này không phải thật, của Ta biến hóa làm ra đó thôi (chỗ tu hành này chưa xong)!".

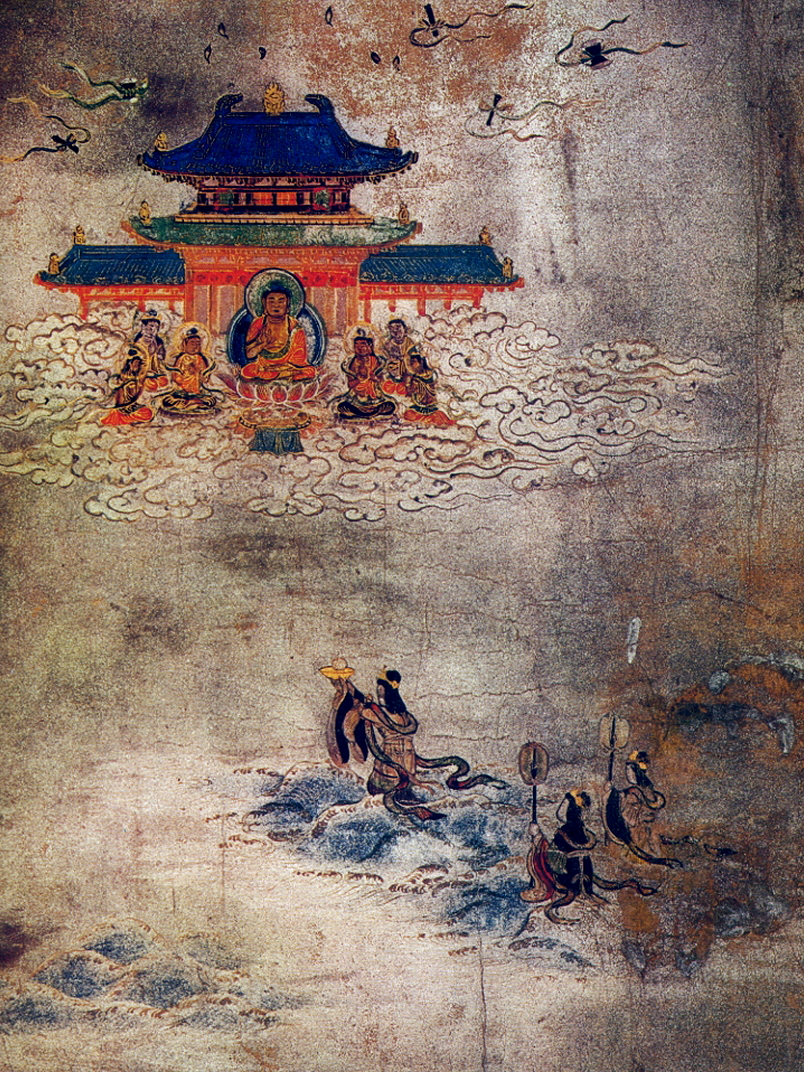
Tranh vẽ (khoảng vào giữa thế kỉ XII ở Nhật Bản) cảnh Long Nữ cúng dàng Phật Thích-ca chuỗi châu báu, sau đó biến thành Phật.

Phẩm 8. Ngũ bách đệ tử thụ ký: Phật thụ ký cho Phú-lâu-na Di-đa-la-ni Tử (Pūrna Maitrāyanīputra), Kiều-trần-như (Kaundinya) và ngũ bách La-hán thành Các vị A-la-hán nói thí dụ Bảo châu trong áo: một người đến nhà bạn thân uống rượu, đến khi có việc quan gấp phải đi người ấy bỏ viên ngọc (Phật tính) vào trong áo gã say nhằm giúp bạn thân xa lìa khổ cực (đắc Phật quả). Gã say ấy về sau lang bạt khắp nơi, tha hương cầu thực, sống một cuộc đời nghèo khổ. Đến khi trùng phùng cố nhân thì người bạn ấy rất ngạc nhiên liền nói với gã say rằng anh ta đã bỏ viên ngọc vào túi áo mà gã say không biết (bị vô minh che lấp) nên phải lăn xả trong cuộc đời cùng cực (khổ) và khuyên người bạn nghèo ấy nên dùng viên ngọc để có một cuộc đời tốt hơn.
Phẩm 9. Thụ học vô học nhân ký: Phật thụ ký cho bậc hữu học như A-nan-đà (sa. Ānanda) và La-hầu-la (sa. Rāhula) thành Phật đồng thời thụ ký cho tất cả thính chúng đều đắc quả Vô Thượng.
Phẩm 10. Pháp sư: Phật nói rằng kinh Pháp Hoa là tạng bí yếu của chư Phật "vua của các Kinh", do đó ai đọc tụng, giảng nói (tức một vị Pháp sư - Dharmabanaka) hay thậm chí nghe, chép, kính lễ miễn có "một niệm tùy hỷ" thì ngay lập tức được Phật thụ ký dù ngài có diệt độ. Đồng thời Phật cũng nhấn mạnh vai trò của kinh Pháp Hoa cho Dược Vương Bồ-tát (Bhaiṣajyarāja).

#### Phẩm 11-20
Phẩm 11. Hiện Bảo tháp: Khi Phật Thích-ca đang thuyết pháp thì xuất hiện bảo tháp của Phật Đa Bảo (Prabhūtaratna) xuất hiện giữa pháp hội. Bậc Bản Sư giảng cho Đại Nhạo Thuyết Bồ-tát (Mahāpratibhāna) về hạnh nguyện của Phật Đa Bảo: "Nếu ta được thành Phật sau khi diệt độ, trong cõi nước ở mười phương có chỗ nào nói kinh Pháp Hoa, thời tháp miếu của ta vì nghe kinh đó mà nổi ra nơi trước để làm chứng minh khen rằng: "Lành thay!". Phật Thích-ca thu hết hóa thân về và nhập thành một, sau đó ngài mới mở cửa bảo tháp. Phật Đa Bảo chia tòa sư tử cho Phật Thích Ca ngồi trong tháp.
Phẩm 12. Đề-bà-đạt-đa: Phật Thích-ca thuyết về mối nhân duyên giữa ngài và Đề-bà-đạt-đa (Devadatta) trong tiền kiếp: tiên nhân (tiền thân Đề-bà-đạt-đa) đã chỉ bày kinh Pháp Hoa cho vua (tiền thân Phật Thích-ca) giúp vị vua đắc Phật quả hiện tại và trong pháp hội, ngài thụ ký cho Đề-bà-đạt-đa sẽ thành Phật hiệu Thiên Vương (Devarāja). Sau đó, hàng ngàn Bồ-tát (do Văn-thù-sư-lợi giảng dạy kinh Pháp Hoa) từ Long cung bay lên đỉnh núi Linh Thứu. Trong đó có Long nữ, tiểu nữ của Long vương Ta-kiệt-la (Sāgara), bước đến và cúng dường Phật Thích-ca. Tức thời, Long nữ biến thành Phật và hoằng pháp chúng sinh.
Phẩm 13. Trì: Phật khuyến khích chúng sinh nên thụ trì kinh Pháp Hoa đồng thời thụ ký cho các tì-kheo-ni Kiều-đàm-di (Gautamī), Gia-du-đà-la (Yaśodharā) và các tì-kheo-ni khác thành Chính giác.
Phẩm 14. An Lạc hạnh: An Lạc hạnh trình bày bốn phương pháp để thụ trì và giảng kinh Pháp Hoa đúng đắn: (1) an trú trong Hành xứ (an trú trong nhẫn nhục và hòa dịu trong mọi công việc) và Thân cận xứ (tránh xa người ác, ở gần người lành); (2) an trú trong An Lạc hạnh (trong lúc giảng kinh không nên nêu lên tốt, xấu bất kì người nào); (3) khi giảng kinh không mang theo lòng ganh ghét, khinh thị nhờ đó mà người nghe dễ tiếp thu, thực hành và (4) khởi tâm từ bi.

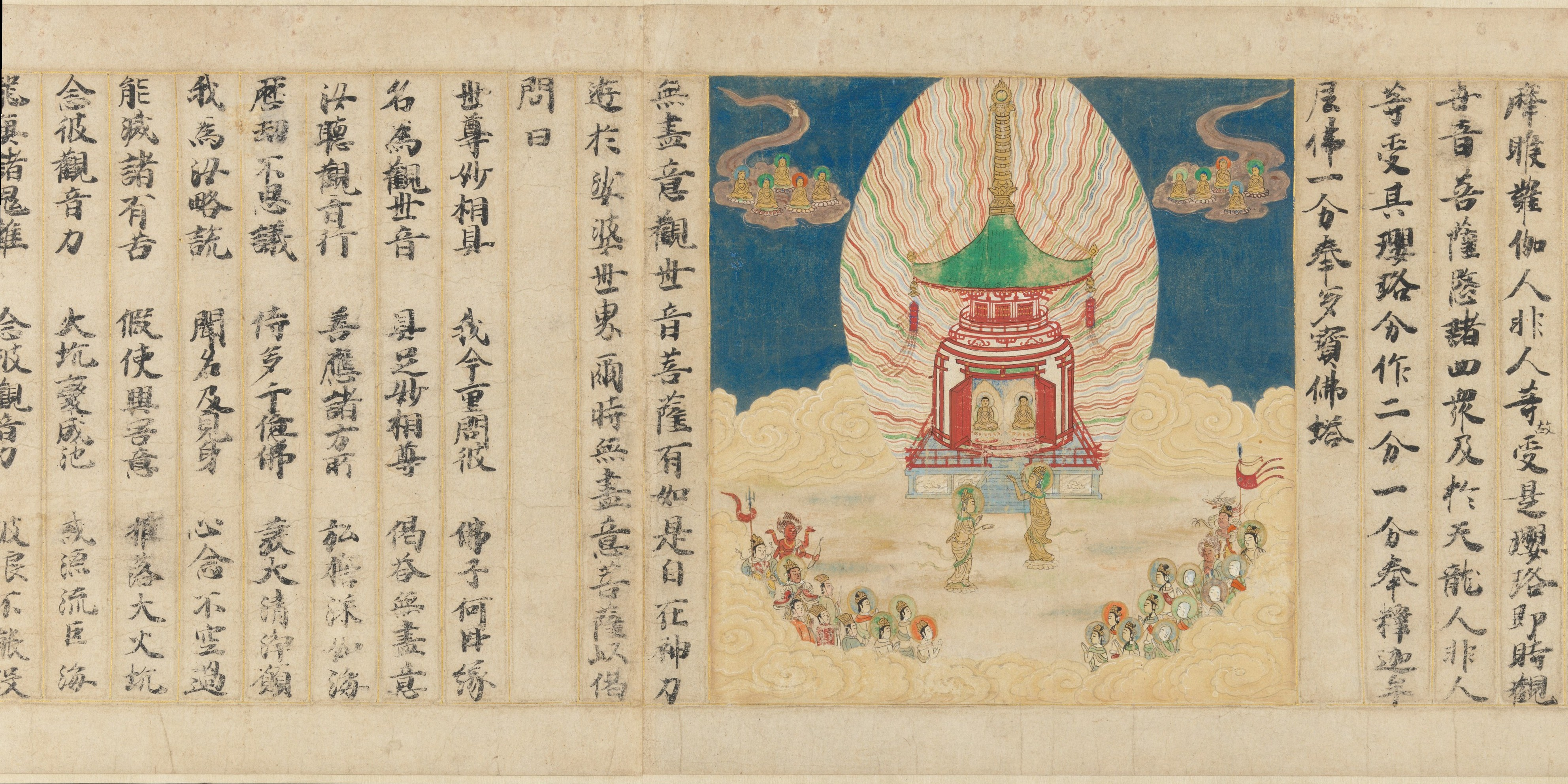
Phật Thích-ca và Phật Đa Bảo ngồi trong bảo tháp

Phẩm 15. Tùng Địa Dũng Xuất: Khi các đại Bồ-tát (Mahasattva) phương khác thỉnh cầu Phật Thích-ca cho họ ở lại cõi Ta-bà để truyền bá và giữ gìn kinh Pháp Hoa sau khi ngài nhập diệt thì từ lòng đất xuất hiện vô số các vị đại Bồ-tát sẵn sàng thay Phật truyền bá kinh Pháp Hoa. Đức Bản sư nói với Bồ-tát A-dật-đa (Ajita) rằng ngài đã giáo hóa họ từ vô lượng đời quá khứ.
Phẩm 16. Như Lai thọ lượng: Phật thuyết rằng thực ra ngài đã đản sinh, đắc Phật quả và diệt độ từ rất lâu, và giờ ngài cũng đang trong tiến trình như vậy. Sở dĩ chư Phật làm vậy là muốn khai thị cho chúng sinh tỉnh ngộ và tu tập chính đạo.
Phẩm 17. Phân biệt công đức: phẩm này trình bày có muôn vàn chúng sinh chứng ngộ khi Phật thuyết giảng về thọ mạng Như Lai đồng thời nhấn mạnh công đức vô lượng của những người thụ trì kinh Pháp Hoa.
Phẩm 18. Tùy hỷ công đức: người nghe kinh Pháp Hoa mà sinh lòng hoan hỷ thì cũng được công đức to lớn.
Phẩm 19. Pháp sư công đức: Phật thuyết công đức của người giảng giải, truyền tụng kinh Pháp Hoa (pháp sư) sẽ được công đức vô lượng.

#### Phẩm 20-28
Phẩm 20. Thường Bất Khinh Bồ-tát: Bồ-tát Thường Bất Khinh (Sadāparibhūta) là tiền thân của Phật Thích Ca. Ngài luôn cung kính, chấp tay đảnh lễ bất kỳ người nào và nói: "Tôi rất kính quý Ngài chẳng dám khinh mạn. Vì sao? Vì quý Ngài đều tu hành đạo Bồ-tát sẽ được làm Phật." dù có bị xua đuổi, chê bai, khinh bỉ. Đến lúc sắp lâm chung, Bồ-tát Thường Bất Khinh được nghe kinh Pháp Hoa, từ đó thọ mạng dài lâu, chuyên giảng thuyết kinh Pháp Hoa độ thoát cho nhiều người.
Phẩm 21. Như Lai thần lực: Phật Thích-ca thị hiện thần lực chiếu suốt các cõi đồng thời nhấn mạnh đến vai trò của kinh Pháp Hoa là "tạng bí yếu của Như Lai".
Phẩm 22. Chúc Lũy: Phật phó chúc kinh Pháp Hoa cho các vị Bồ-tát tham gia chúng hội để các vị tiếp tục đem hoằng hóa kinh này đồng thời mời các hóa thân Phật (do Phật Thích-ca triệu tập để có thể mở tháp Phật Đa Bảo) trở về bản quốc.

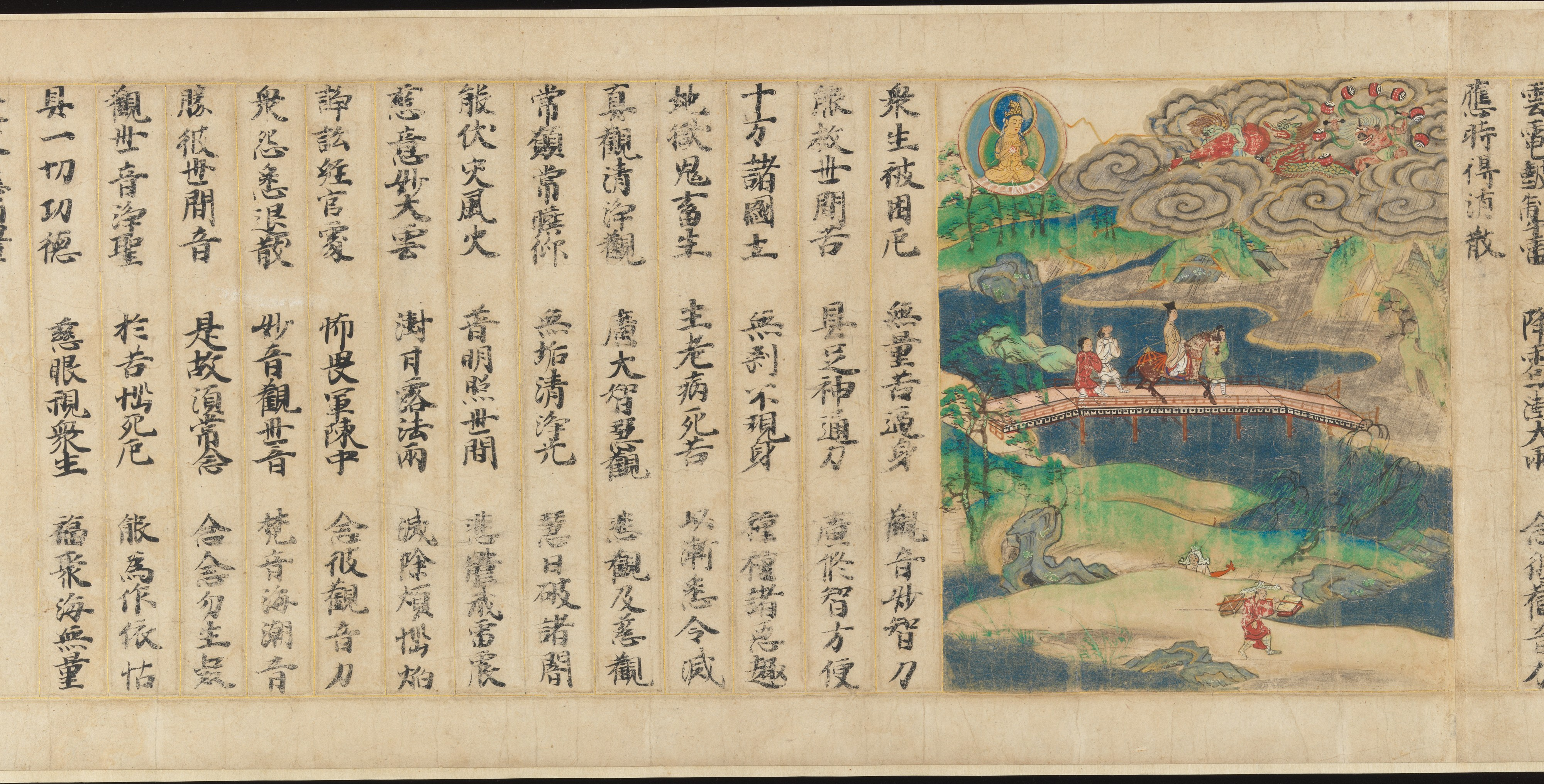
Bồ-tát Quán Thế Âm yểm trợ cho thương gia qua chốn đầy cướp tặc.

Phẩm 23. Dược Vương Bồ-tát Bản sự: Tiền thân Bồ-tát Dược Vương (Bhaiṣajyarāja) là Bồ-tát Nhất Thiết Chúng Sinh Hỷ Kiến (Sarvarūpasaṃdarśana) từng cúng dường Phật Nhật Nguyệt Tịnh Minh Đức (Candrasūryavimalaprabhāsaśrī) và kinh Pháp Hoa bằng cách uống các dầu thơm, đeo trang sức và đốt cháy thân (ngọn lửa kéo dài 1.250 năm, sáng qua nhiều cõi Phật). Sau đó, Bồ-tát tái sinh được Phật Nhật Nguyệt Minh Tịnh Đức phó chúc kinh Pháp Hoa trước khi ngài nhập Niết-bàn. Bồ-tát Nhất Thiết Chúng Sinh sau khi trà tỳ cho Phật bèn đốt cánh tay mà phát nguyện được thành Phật, nhờ sức nguyện ấy mà cánh tay được hồi phục. Đồng thời, Phật Thích Ca cũng nhấn mạnh vai trò của kinh Pháp Hoa: "Như Phật là vua của các pháp, Kinh này cũng thế là vua của các Kinh." cũng như khẳng định công đức của hành giả khi trì tụng kinh Diệu Pháp Liên Hoa.
Phẩm 24. Diệu Âm Bồ-tát:
Phẩm 25. Quán Thế Âm Bồ-tát Phổ Môn: Phẩm này là phẩm nổi tiếng nhất kinh Pháp Hoa và thường được trì tụng trong các khóa lễ quan trọng, nhật tụng hàng ngày. "Phổ Môn" nghĩa là cánh cửa rộng lớn, không phân biệt chúng sinh - mọi chúng sinh đều có thể bước qua cánh cửa rộng lớn này để đến với bến bờ giác ngộ. Bồ-tát Quán Thế Âm lắng nghe những âm thanh đau khổ từ những chúng sinh quằn quại trong biển luân hồi mà đến ứng cứu, độ thoát. Đoạn dưới đây trích dẫn hai đoạn đầu của phẩm: 

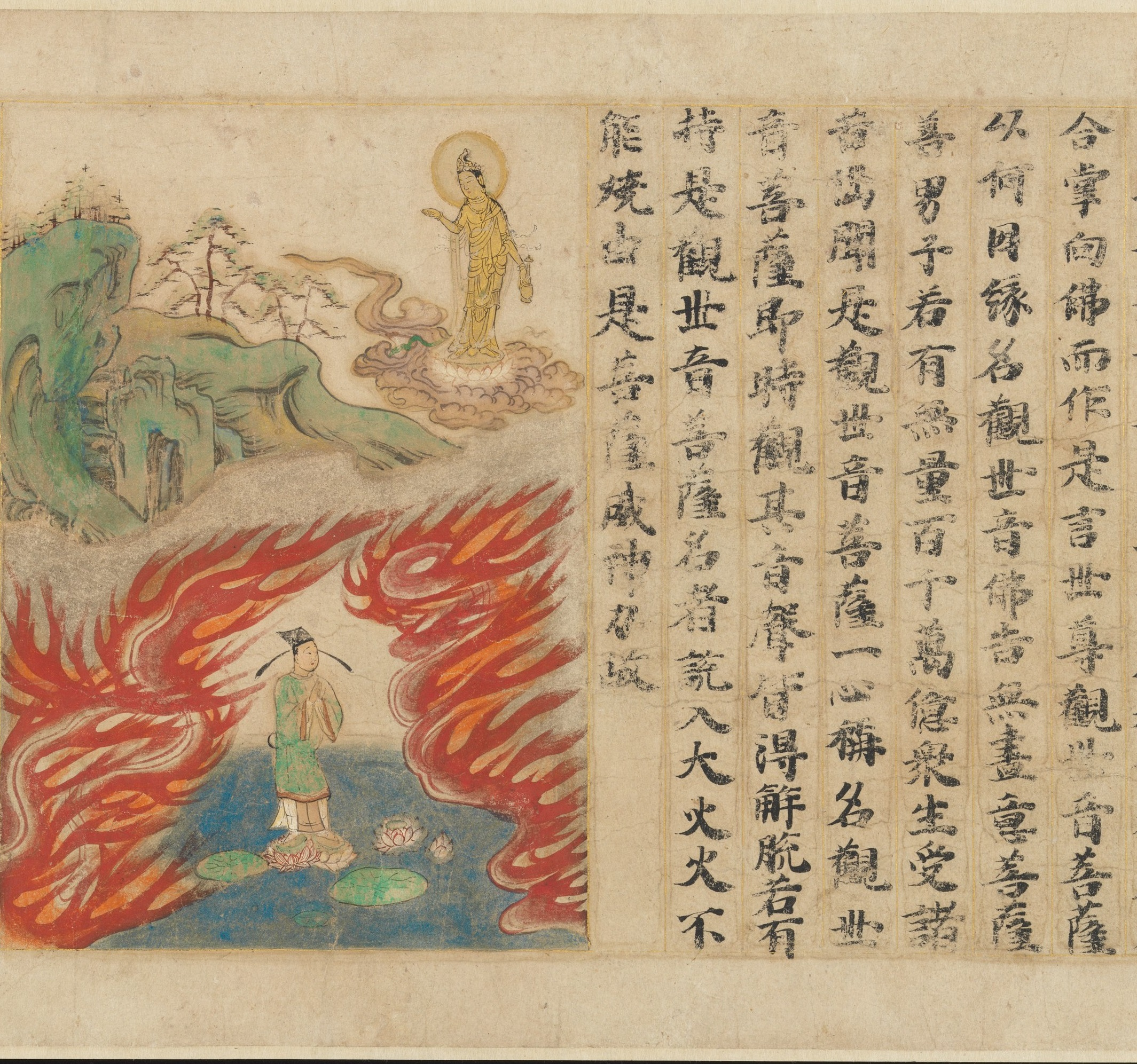
Bồ-tát Quán Thế Âm độ thoát chúng sinh khỏi hỏa hoạn

Lúc bấy giờ, ngài Vô Tận Ý Bồ Tát liền từ chỗ ngồi đứng dậy trịch áo bày vai hữu, chấp tay hướng Phật mà bạch rằng: "Thế Tôn! Ngài Quán Thế Âm Bồ Tát do nhân duyên gì mà tên là Quán Thế Âm?"
Phật bảo ngài Vô Tận Ý Bồ Tát: "Thiện-nam-tử! Nếu có vô lượng trăm nghìn muôn ức chúng sanh chịu các khổ não, nghe Quán Thế Âm Bồ Tát này một lòng xưng danh. Quán Thế Âm Bồ Tát tức thì xem xét tiếng tăm kia, đều được giải thoát. Nếu có người trì danh hiệu Quán Thế Âm Bồ Tát này, dầu vào trong lửa lớn, lửa chẳng cháy được, vì do sức uy thần của Bồ Tát này được như vậy. Nếu bị nước lớn làm trôi, xưng danh hiệu Bồ Tát này liền được chỗ cạn. Nếu có trăm nghìn muôn ức chúng sanh vì tìm vàng, bạc, lưu ly, xa-cừ, mã-não, san-hô, hổ-phách, trân châu các thứ báu, vào trong biển lớn, giả sử gió lớn thổi ghe thuyền của kia trôi tắp nơi nước quỷ La-sát, trong ấy nếu có nhẫn đến một người xưng danh hiệu Quán Thế Âm Bồ Tát, thì các người đó đều được thoát khỏi nạn quỷ La-sát. Do nhân duyên đó mà tên là Quán Thế Âm.Nếu lại có người sắp sẽ bị hại, xưng danh hiệu Quán Thế Âm Bồ Tát, thì dao gậy của người cầm liền gãy từng khúc, người ấy liền được thoát khỏi. Nếu quỷ Dạ-xoa cùng La-sát đầy trong cõi tam-thiên đại-thiên muốn đến hại người, nghe người xưng hiệu Quán Thế Âm Bồ Tát, thì các quỷ dữ đó còn không thể dùng mắt dữ mà nhìn người, huống lại làm hại được. Dầu lại có người hoặc có tội, hoặc không tội, gông cùm xiềng xích trói buộc nơi thân, xưng danh hiệu Quán Thế Âm Bồ Tát thảy đều đứt rã, liền được thoát khỏi.
Nếu kẻ oán tặc đầy trong cõi tam-thiên đại-thiên, có một vị thương chủ dắt các người buôn đem theo nhiều của báu, trải qua nơi đường hiểm trở, trong đó có một người xướng rằng: "Các Thiện nam tử! Chớ nên sợ sệt, các ông nên phải một lòng xưng danh hiệu Quán Thế Âm Bồ Tát, vị Bồ Tát đó hay đem pháp vô-úy thí cho chúng sanh, các ông nếu xưng danh hiệu thì sẽ được thoát khỏi oán tặc nầy". Các người buôn nghe rồi, đều lên tiếng xưng rằng: "Nam-mô Quán Thế Âm Bồ Tát!" vì xưng danh hiệu Bồ Tát nên liền được thoát khỏi. Vô Tận Ý! Quán Thế Âm Bồ Tát sức oai thần to lớn như thế.
Phẩm 25. Quán Thế Âm Bồ-tát Phổ Môn, Kinh Diệu Pháp Liên Hoa
Bồ-tát Quán Thế Âm phổ độ chúng sinh bằng cách biến thành hóa thân thích hợp với sở đắc chúng sinh ấy để thuyết pháp mà từ đó độ thoát. Phẩm này miêu tả 33 hóa thân của Bồ-tát Quán Thế Âm từ thân Phật, Bồ-tát đến thân Trưởng giả, Nữ nhân... Đồng thời, Phật cũng nhấn mạnh công đức to lớn của việc cúng dường, trì niệm danh hiệu Bồ-tát Quán Thế Âm. 

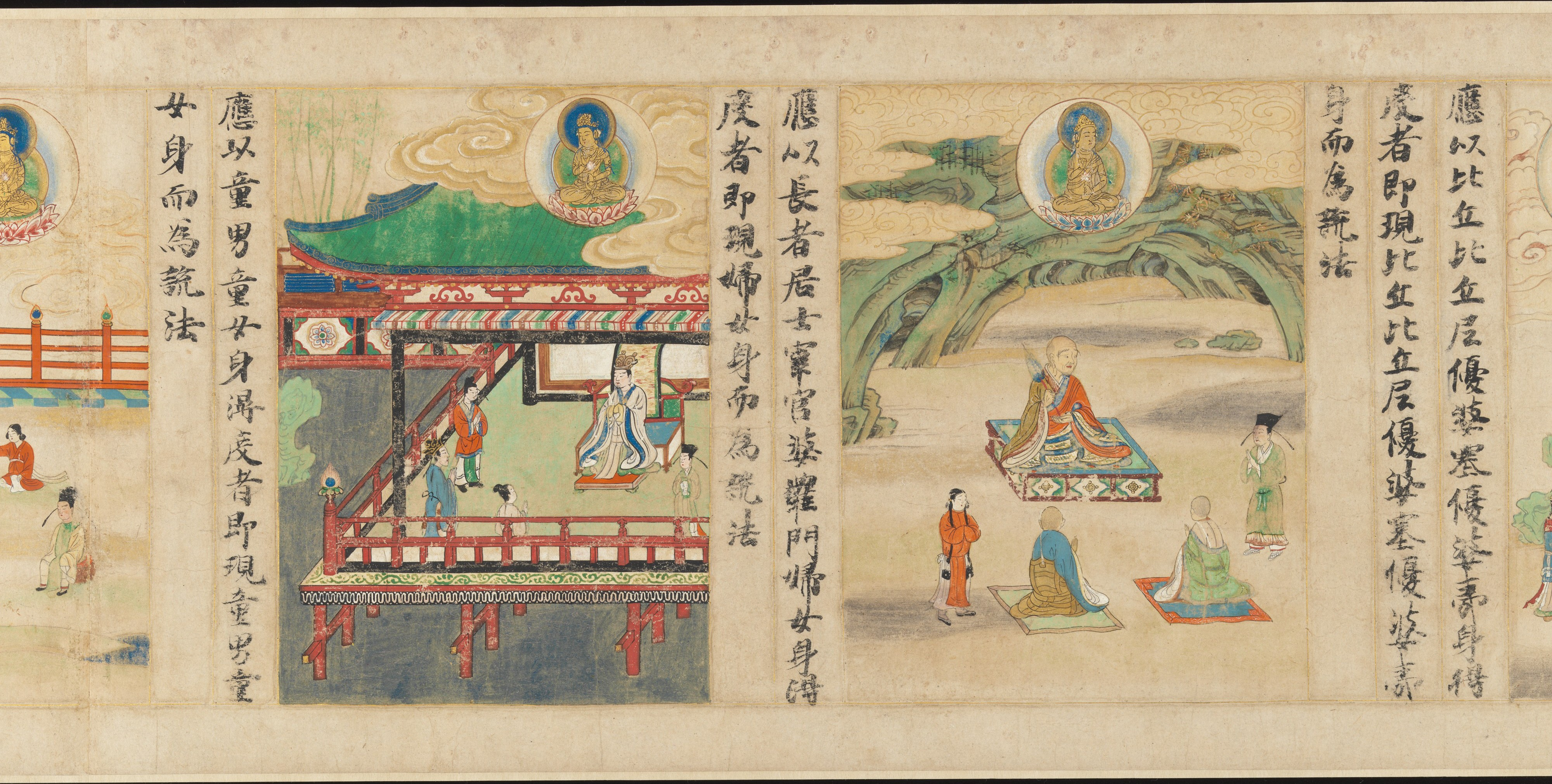
Bồ-tát Quán Thế Âm độ chúng sinh qua những hóa thân khác nhau

Phẩm 26. Đà-la-ni: Bồ-tát Dược Vương tuyên các Đà-la-ni để bảo hộ những chúng sinh trì tụng kinh Pháp Hoa tránh khỏi những khổ não. Đồng thời, các nữ La-sát cũng phát nguyện bảo vệ người thụ trì kinh Pháp Hoa.
Phẩm 27. Diệu Trang Nghiêm Vương Bản sự: Tiền thân của Bồ-tát Dược Vương và Dược Thượng từng là vương tử của vua Diệu Trang Nghiêm. Hai vị vương tử là người mến mộ Phật Pháp trong khi quốc vương lại là kẻ ham mê pháp Bà-la-môn. Hai vị vương tử ấy liền thi triển pháp thuật có được nhờ tu hành theo Phật pháp nhằm cứu độ vua cha. Từ đó, vua sinh lòng sùng mộ Phật đạo đến mức thoái vị và cùng hoàng hậu xuất gia theo hai người con.
Phẩm 28. Phổ Hiền Bồ-tát khuyến phát: Bồ-tát Phổ Hiền phát nguyện sẽ bảo hộ và yểm trợ cho việc hành trì kinh Pháp Hoa trong hiện tại và tương lai.

## Tư tưởng kinh Pháp Hoa
Tư tưởng kinh Pháp Hoa rất đa dạng nhưng tựu chung có những tư tưởng cốt yếu như: khẳng định quan niệm Nhất thừa, Phật tính và Pháp thân (sa. Dharmakaya) thường hằng.

### Nhất thừa (Ekayana)

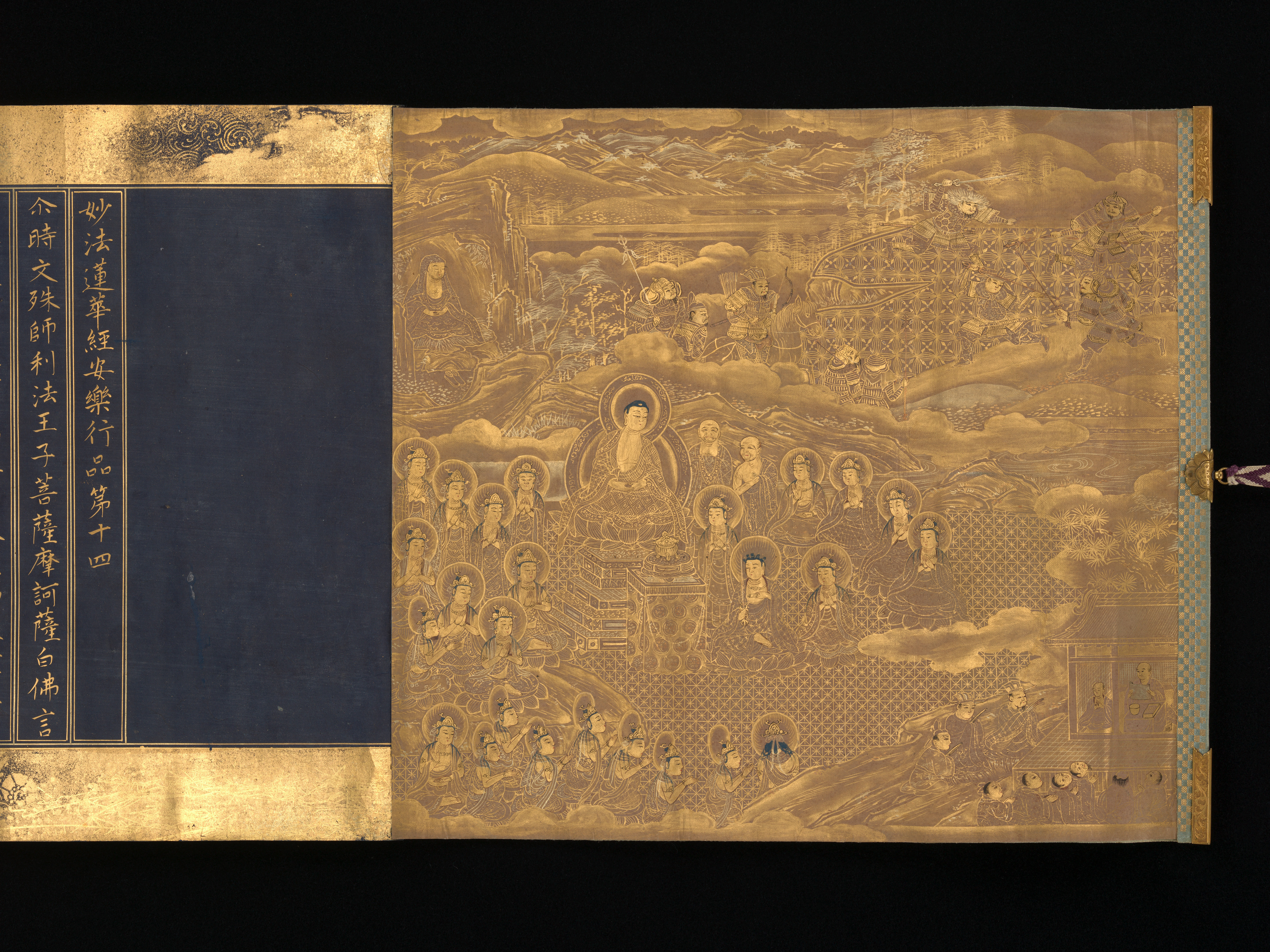
Kinh Pháp Hoa phẩm 12 và 14

Quan niệm này được trình bày, phân tích tổng quát ở phẩm Phương tiện và được triển khai qua các thí dụ ở phẩm Thí Dụ, phẩm Tín Giải, phẩm Dược Thảo Dụ, phẩm Hóa Thành Dụ. Giáo pháp của Phật chỉ ra khổ và con đường diệt khổ. Khi khổ đoạn tận thì giác ngộ. 
Đức Phật bảo Xá-Lợi-Phất : "Các đức Phật Như-Lai chỉ giáo hóa Bồ-Tát, những điều làm ra thường vì một việc : chỉ đem tri kiến Phật chỉ cho chúng sinh tỏ ngộ thôi", Xá-Lợi-Phất! Đức Như-Lai chỉ dùng một Phật thừa mà vì chúng sinh nói pháp không có các thừa hoặc hai hoặc ba khác. Xá-Lợi-Phất! Pháp của tất cả các đức Phật ở mười phương cũng như thế.
(...)
Xá-Lợi-Phất! Trong cõi nước ở mười phương còn không có hai thừa hà huống có ba!

Phẩm 2. Phương Tiện, Kinh Diệu Pháp Liên Hoa. 
Tuy nhiên, vì căn cơ của mỗi chúng sinh khác nhau nên khả năng tiếp thu kiến thức là khác nhau. Do đó, nếu dùng pháp quá cao siêu để thuyết cho người có căn cơ thấp thì họ sẽ nhanh nản chí trong khi nếu dùng pháp quá hiển nhiên để thuyết cho người hiền trí thì họ sẽ nhanh nhàm chán. 
Xá-Lợi-Phất ! Nay ta cũng lại như thế, rõ biết các chúng sinh có những điều ưa muốn, thân tâm mê chấp, ta tùy theo bản tính kia dùng các món nhân duyên lời lẽ thí dụ cùng sức phương tiện mà vì đó nói pháp.
(...)
Xá-Lợi-Phất! Các đức Phật hiện ra trong đời ác năm trược, nghĩa là: Kiếp trược, phiền-não- trược, chúng-sinh-trược, kiến-trược, mệnh-trược. Như thế, Xá-Lợi-Phất, lúc kiếp loạn trược chúng sinh nhơ nặng, bủn xỉn, tham lam, ghét ganh, trọn nên các căn chẳng lành, cho nên các đức Phật dùng sức phương tiện, nơi một Phật thừa, phân biệt nói thành ba. Xá-Lợi-Phất! Nếu đệ tử ta tự cho mình là A-la-hán cùng Duyên-giác mà không nghe không biết việc của các đức Phật Như-Lai chỉ giáo hóa Bồ-Tát, người này chẳng phải là đệ tử Phật, chẳng phải A-la-hán, chẳng phải Duyên-giác.

Phầm 2. Phương Tiện, Kinh Diệu Pháp Liên Hoa. 
Cũng giống như các loài cây dù cùng được tưới bởi cùng một cơn mưa nhưng vẫn sinh trưởng, phát triển sai khác nhau (phẩm Dược Thảo Dụ). Phật cũng như là cha của chúng sinh, khi thấy các con mình đang chìm đắm trong ngôi nhà tam giới mà không biết lo sợ nên đành phải dùng phương tiện phân biệt từ một Phật thừa thành tam thừa để tiện bề giáo hóa chúng sinh nhưng sau khi trình độ của chúng sinh được nâng lên thì dùng mỗi Phật thừa nhằm đưa tất cả chứng Phật quả (Phẩm Thí dụ). Con đường tu thành Phật rất gian lao như con đường tìm kiếm châu báu: khi dắt các thợ mỏ qua nhiều nẻo đường gian lao, nhận thấy những người ấy dường như sức lực tàn tạ, ý chí lung lay nên vị thuật sĩ đã dùng pháp thuật tạo ra thành thành phố để người đi nghỉ chân (các quả vị A-la-hán, Duyên Giác) mà lấy sức tiếp tục hành trình ấy (phẩm Hóa Thành Dụ). Tuy nhiên, một số người đã tu theo pháp của Phật chứng được quả A-la-hán thì lại suy nghĩ rằng mình đã nhập Niết-bàn không cần tinh tấn nữa như những kẻ tìm kho báu ở Hóa Thành Dụ hay gã cùng tử sau nhiều ngày lang bạt, được phú ông thuê hốt phân thì lại tham thích việc này mà không có chí hướng vươn lên (phẩm Tín Giải). Do đó, Phật buộc phải thuyết kinh này nhằm đưa các hành giả thoát khỏi ý chí hạ liệt mà tiến tới Phật quả (mục đích cuối cùng của con đường giải thoát).

### Phật tính (Buddhadhātu)

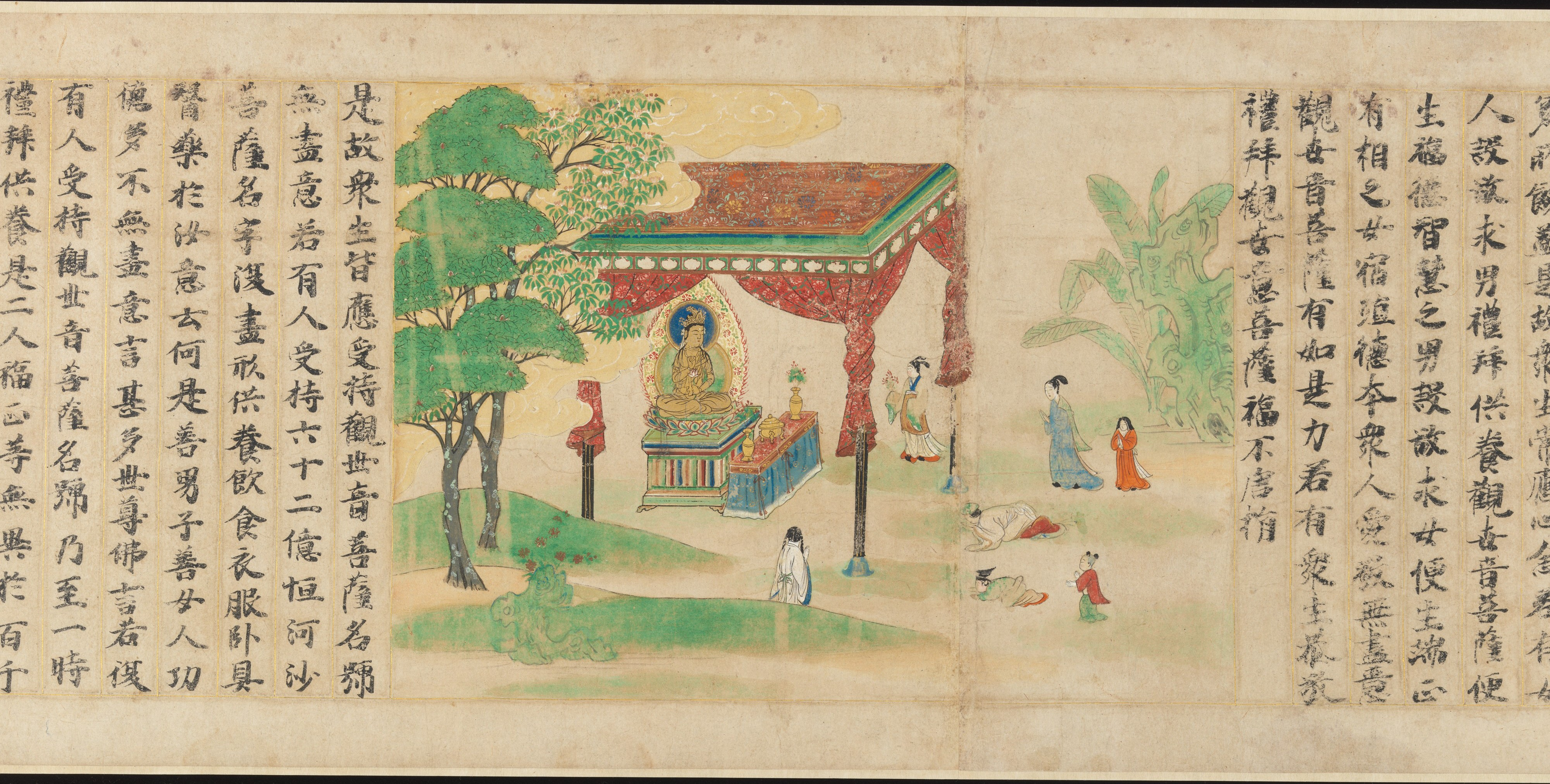
Quán Thế Âm Bồ-tát ngồi tọa thuyết pháp

Phật tính (Buddhadhatu) hay Như Lai Tạng (Tathāgatagarbha) là một trong những ý niệm quan trọng của Đại thừa. Mỗi chúng sinh đều có sẵn trong mình Phật tính tức khả năng giác ngộ thành Phật hay nói theo kinh Pháp Hoa là Tri kiến Phật. Tuy nhiên, do bị vô minh che đậy mà hầu hết chẳng ai có thể tự nhận biết về kho tàng ấy như thí dụ Bảo châu trong áo (Phẩm Ngũ Bách Đệ Tử Thụ Ký) dầu có ngọc quý trong túi áo nhưng người này vẫn không hề hay biết mà phải lặn lội, vất vả để kiếm sống. Do đó, nhân duyên Phật ra đời cũng vì muốn khai thị cho chúng sinh Tri kiến Phật ấy (phẩm Phương Tiện). Kinh đã trình bày ý niệm về Phật tính trong mỗi chúng sinh qua các lần thụ ký. Phật Thích Ca thụ ký cho các vị đã chứng quả A-la-hán như Xá Lợi Phất (phẩm Thí Dụ), Ma-ha Ca-diếp, Mục-kiền-liền, Tu-bồ-đề (phẩm Thụ Ký) và các vị khác (phẩm Ngũ Bách Đệ Tử Thụ Ký), những vị tỳ-kheo chưa chứng quả A-la-hán (bậc hữu học) như ngài A-nan-đà, La-hầu-la... Đi xa nữa là thụ ký cho các tỳ-kheo-ni (Phẩm Trì) như người dì Kiều-đàm-di, thê tử của ngài (trước khi xuất gia) là Du-già-đa-la... (khả năng giác ngộ không bị ngăn cản bởi giới tính) mà đặc sắc nhất là hình tượng Long Nữ (phẩm Đề-bà-đạt-đa): người này đã thành Phật trong một khoảnh thời gian ngắn hơn việc cúng dường Phật (sự giác ngộ vượt lên mọi ngăn cách giới tính - chống lại sự kỳ thị giới bấy giờ). Hay thậm chí, đỉnh điểm là ngài cũng thụ ký cho Đề-bà-đạt-đa một vị ác tỳ-kheo đang chịu thống khổ ở ngục A-tỳ do những lần hãm hại Phật xuất phát từ sự đố kỵ của bản thân. Ngoài ra, không những là những nhân vật có mặt tại thời điểm ấy mà Phật cũng thụ ký cho bất kỳ người nào (trong đời hiện tại, vị lai) thụ trì, giảng giải kinh Pháp Hoa. Như vậy, tất cả chúng sinh đều được Phật thụ ký - thể hiện tinh thần cốt yếu của kinh Pháp Hoa: đưa mọi chúng sinh đến chỗ Tri kiến Phật.

### Pháp thân thường hằng
Mỗi vị Phật toàn giác đều có ba thân: Pháp thân, Ứng thân và Báo thân. Trong đó, Pháp thân không chỉ có ở Phật mà tồn tại ở mọi chúng sinh.